# رمو بیکهرای
رمو بیکهرای (انگلیسی: Remo Bicchierai; ۱۸ اوت ۱۹۳۸ – ۹ مارس ۲۰۱۸) بازیکن فوتبال اهل ایتالیا بود.
از باشگاه‌هایی که در آن بازی کرده‌است می‌توان به باشگاه فوتبال امپولی، باشگاه فوتبال اینتر میلان، باشگاه فوتبال پیستویزه، و باشگاه فوتبال کاتانیا اشاره کرد.